# سولو (ترانه جنی)
«سولو» (انگلیسی: Solo) اولین تک‌آهنگ آغازین انفرادی خواننده، رپر کره‌ای و عضو گروه دخترانه بلک‌پینک، جنی است. این ترانه در تاریخ ۱۲ نوامبر سال ۲۰۱۸ از سوی وای‌جی و اینترسکوپ منتشر شد، این ترانه توسط تدی پارک نوشته شده‌است و با همراهی ۲۴ نیز تولید شده‌است. از لحاظ موسیقی، «سولو» یک ترانه رقص، پاپ و هیپ هاپ ترکیب شده با عناصر ای‌دی‌ام می‌باشد. محتوای متن ترانه حول موضوع آزادی بعد از جدایی می‌باشد.

## کردیت‌ها و پرسنل
کردیت‌ها از اسپاتیفای و دکستور لاب اقتباس شده‌اند:

### پرسنل
- جنی کیم – وکال‌ها
- تدی پارک – تولیدکننده، ترانه‌سرا
- ۲۴ – تولیدکننده، ترانه‌سرا

### موزیک ویدئو
- هان سا-مین – کارگردان موزیک ویدئو